# Municipio de Jackson (condado de Columbia)
El municipio de Jackson (en inglés: Jackson Township) es un municipio ubicado en el condado de Columbia en el estado estadounidense de Pensilvania. En el año 2000 tenía una población de 598 habitantes y una densidad poblacional de 12,4 personas por km².

## Geografía
El municipio de Jackson se encuentra ubicado en las coordenadas 41°16′00″N 76°25′59″O / 41.26667, -76.43306.

## Demografía
Según la Oficina del Censo en 2000 los ingresos medios por hogar en la localidad eran de $37 250 y los ingresos medios por familia eran de $40 833. Los hombres tenían unos ingresos medios de $35 893 frente a los $19 167 para las mujeres. La renta per cápita de la localidad era de $17 016. Alrededor del 7,7% de la población estaba por debajo del umbral de pobreza.